# La vida de Samuel Johnson
La Vida de Samuel Johnson, LL.D. de James Boswell, es una biografía del escritor inglés Dr. Samuel Johnson. Publicada por primera vez en 1791, la obra fue desde el principio un éxito de crítica y público, y representa un hito en el desarrollo del género moderno de la biografía en lengua inglesa. Destaca por sus extensas exposiciones de la conversación de Johnson. Muchos la han calificado como la mayor biografía escrita en inglés, pero algunos críticos modernos objetan que la obra no puede considerarse una biografía propiamente dicha. Boswell, amigo personal de Johnson, sólo trabó conocimiento con Johnson en 1763, cuando Johnson tenía 53 años. Aunque Boswell trató de cubrir la totalidad de la vida de Johnson mediante investigaciones adicionales, la obra es mucho menos detallada en el período previo a 1763, y se toma muchas libertades críticas con la vida de Johnson, ya que Boswell realiza varios cambios en las citas de Johnson e incluso censura muchos comentarios.
La imagen que la posteridad heredó de Samuel Johnson como un acerbo pero entrañable personaje de alta sociedad británica, y como un acérrimo conservador se debe en gran medida al retrato sesgado que Boswell ofrece del mismo en la Vida; en realidad, Johnson vivió la mayor parte de su vida en la pobreza, y sus opiniones políticas opuestas al colonialismo, la esclavitud, y la pobreza distaban mucho de ser conservadoras.

## Antecedentes

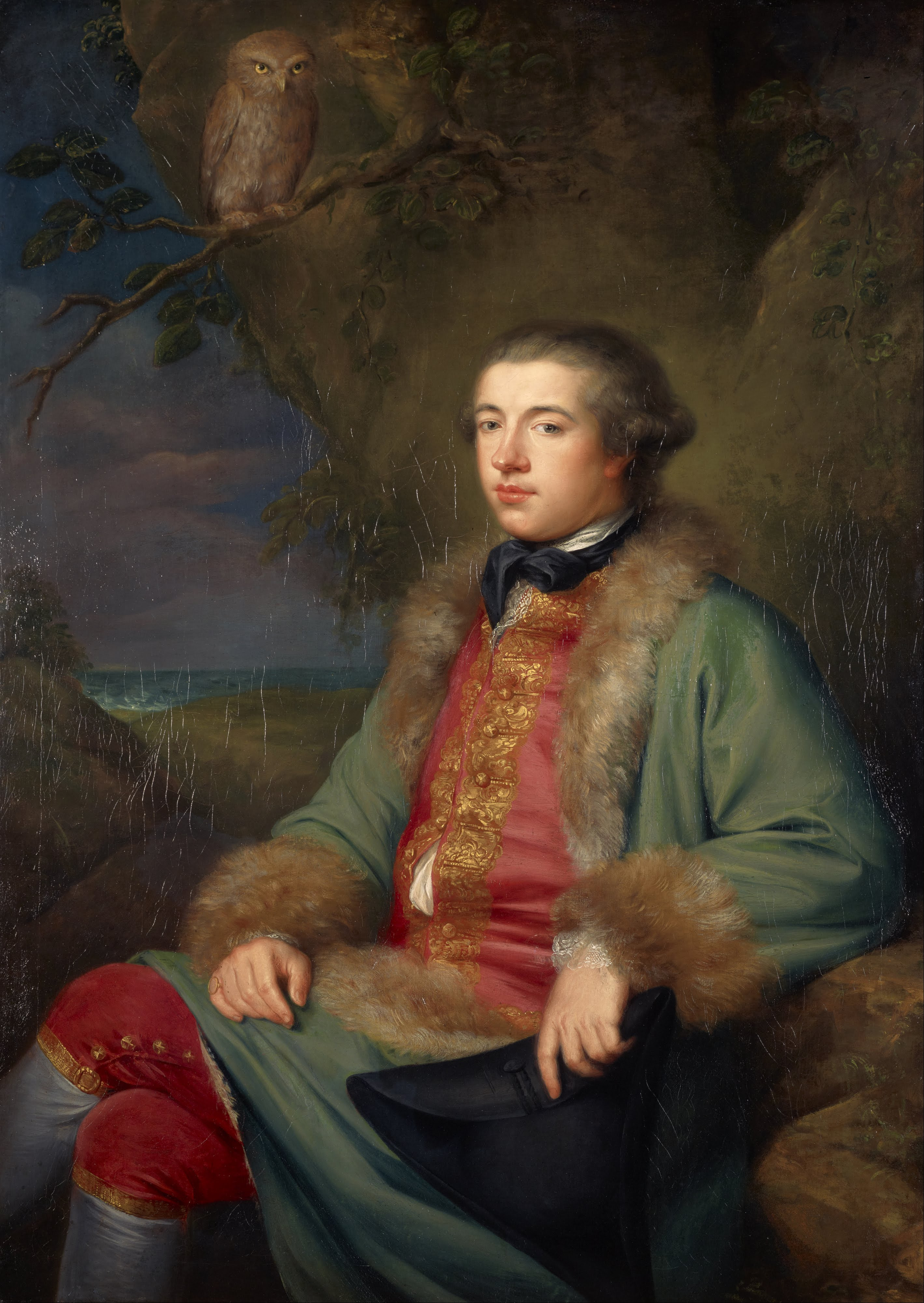
James Boswell a la edad de 25 años, por George Willison

Durante su primera visita a Londres a la edad de 22 años, el 16 de mayo de 1763 Boswell conoció por primera vez a Johnson en la librería de Tom Davies, amigo de Johnson. Rápidamente se hicieron amigos, aunque durante muchos años sólo se vieron cuando Boswell visitaba Londres en los intervalos de su ejercicio de la abogacía en Escocia.
Desde los 20 años, Boswell llevaba un diario en los que detallaba minuciosamente su experiencia cotidiana. Este diario, cuando se publicó en el siglo XX, ocupaba dieciocho volúmenes, y fue a partir de esta gran colección de notas detalladas que Boswell basaría sus obras sobre la vida de Johnson. Johnson, al comentar la excesiva toma de notas de Boswell, escribió juguetonamente a Hester Thrale: "Uno pensaría que el hombre había sido contratado para espiarme".
El 6 de agosto de 1773, once años después de conocer por primera vez a Boswell, Johnson se dispuso a visitar a su amigo en Escocia, para iniciar "un viaje a las islas occidentales de Escocia", como diría el relato de Johnson de 1775 sobre sus viajes. El relato de Boswell, The Journal of a Tour to the Hebrides (1786), publicado tras la muerte de Johnson, fue un ensayo del método biográfico de Boswell antes de comenzar su Vida de Johnson. Con el éxito del Diario, Boswell comenzó a trabajar en el "vasto tesoro de sus conversaciones en diferentes momentos" que registró en sus diarios. Su objetivo era recrear la "vida en escenas" de Johnson. Como Johnson tenía 53 años cuando Boswell lo conoció, los últimos 20 años de la vida de Johnson ocupan cuatro quintas partes del libro. Además, como ha señalado el crítico literario Donald Greene, Boswell no pudo pasar más de 250 días con Johnson y, por lo tanto, tuvo que haber extraído el resto del material para la Vida o bien del propio Johnson o de fuentes secundarias que relataban diversos incidentes.
Antes de que Boswell pudiera publicar su Vida de Johnson, otros amigos de Johnson publicaron o prepararon sus propias biografías o colecciones de anécdotas sobre Johnson: John Hawkins, Hester Thrale, Frances Burney, Anna Seward, Elizabeth Montagu, Hannah More, y Horace Walpole entre muchos. La biografía de Boswell, publicada en 1791, fue la tercera biografía completa publicada luego de la muerte de Johnson en 1784. La primera, por el albacea testamentario de Johnson, Sir John Hawkins, fue duramente criticada por los amigos de Johnson, al considerar que ofrecía una imagen sesgada y negativa de Johnson, y que Hawkins se había apropiado de muchos materiales de Johnson en su calidad de albacea. La segunda, por Hester Thrale, ofrecía un esbozo más íntimo, pero para entonces Thrale había roto por completo con el círculo de Johnson. La biografía de Boswell, más completa e imparcial, fue inmediatamente aclamada como la biografía definitiva. Luego de la primera edición de 1791, Boswell preparó dos ediciones más; la última edición en la que Boswell trabajó fue la tercera, publicada tras su muerte, en 1799. Dejó sus notas a Edmond Malone, antiguo amigo de Johnson, que preparó cuatro ediciones más de la obra con numerosas anotaciones que permiten establecer la veracidad de algunas citas de la obra.

## Biografía

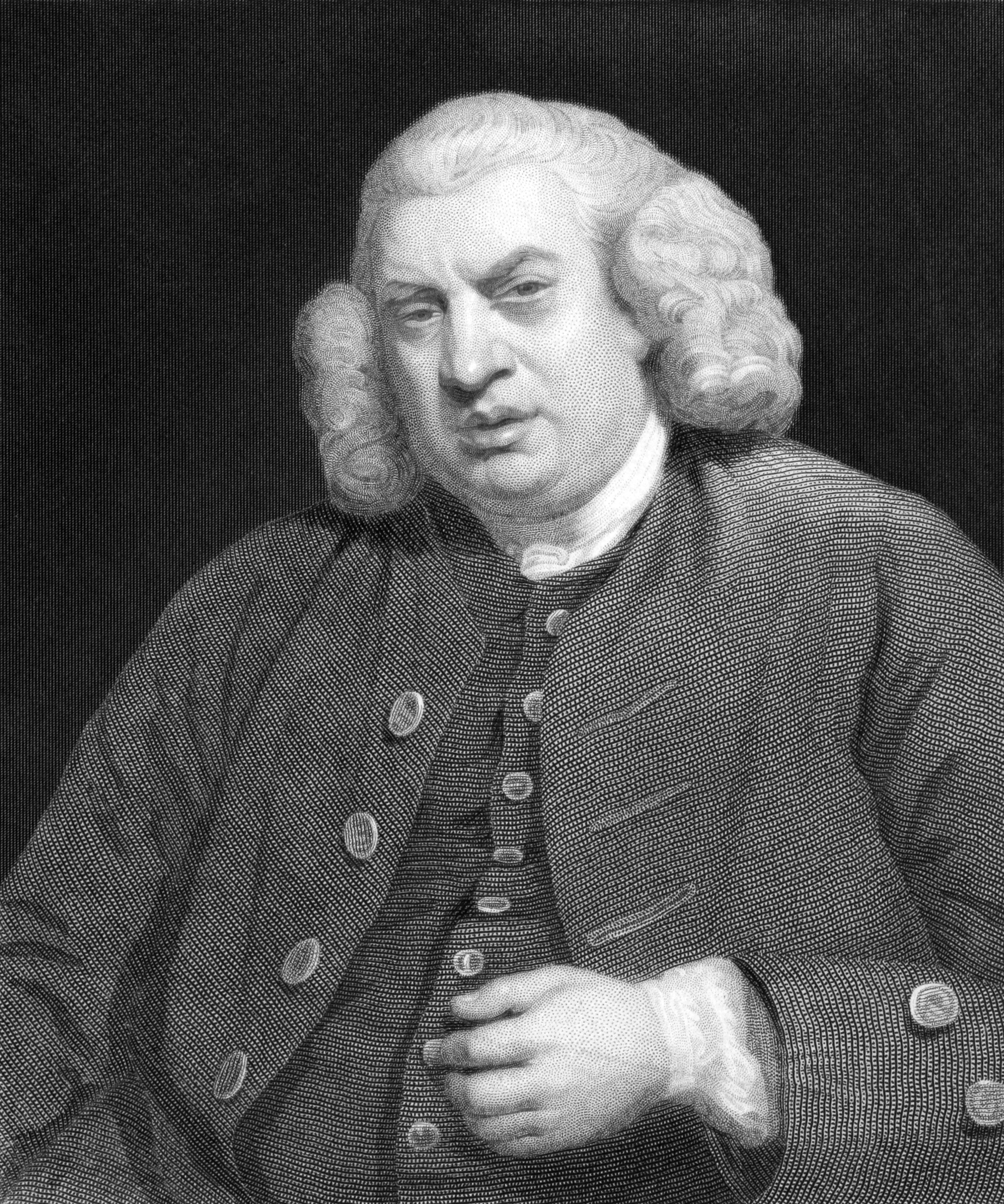
Samuel Johnson en sus últimos años

Hay muchas biografías y biógrafos de Samuel Johnson, pero la Vida de Samuel Johnson de James Boswell es la más conocida y leída en la actualidad. Desde su primera publicación ha pasado por cientos de ediciones y, debido a su gran extensión, por muchas selecciones y abreviaturas. Sin embargo, la opinión entre los estudiosos de Johnson del siglo XX, como Edmund Wilson y Donald Greene, es que la Vida de Boswell "difícilmente puede calificarse de biografía", siendo simplemente "una colección de las entradas de los diarios de Boswell que tratan de las ocasiones durante los últimos veintidós años de la vida de Johnson en que se conocieron ... encadenados con sólo un esfuerzo superficial para llenar los vacíos". Además, Greene afirma que la obra "comenzó con una campaña de prensa bien organizada, por Boswell y sus amigos, de hinchazón y de denigración de sus rivales; y recibió un impulso por una de las piezas más memorables de Macaulay de paparruchas periodísticas". En lugar de llamarse "biografía", Greene sugiere que la obra debería llamarse "Ana", una especie de charla de sobremesa. La Vida original de Boswell, además, "corrige" muchas de las citas de Johnson, censura muchos de los comentarios más vulgares e ignora en gran medida los primeros años de Johnson. Según el académico estadounidense William Dowling, la imagen de Johnson que crea Boswell presenta elementos de "mito":

En más de un sentido, el retrato que la Vida presenta de Johnson como héroe moral comienza como un mito;... A medida que la historia biográfica se desarrolla, por supuesto, esta imagen se disuelve y emerge la figura de un Johnson infinitamente más complejo y heroico cuya sabiduría moral se gana a través de una lucha constante con la desesperación, cuya cordura moral se equilibra con excentricidades personales demasiado visibles para ser ignoradas, y cuya penetración moral deriva de su propio sentido de autoengaño trágico. Sin embargo, la imagen nunca se disuelve por completo, ya que al final nos damos cuenta de que ha habido una verdad esencial en el mito todo el tiempo, que la imagen idealizada e incorpórea de Johnson existente en la mente de su público.... De este modo, el mito sirve para ampliar y autentificar la imagen más compleja de Johnson.

Desde entonces, los biógrafos modernos han corregido los errores de Boswell. Esto no quiere decir que la obra de Boswell esté equivocada o no sea útil: estudiosos como Walter Jackson Bate aprecian el "detalle" y el "tesoro de conversación" que contiene. Todos los biógrafos de Johnson, según Bate, tienen que pasar por el mismo "iglú" de material con el que tuvo que lidiar Boswell: información limitada sobre los primeros cuarenta años de Johnson, y abundante después. En pocas palabras, "la vida de Johnson sigue atrayendo la atención" y "se ha seguido examinando cada trozo de evidencia relacionada con la vida de Johnson y se han añadido muchos más detalles" porque "está tan cerca de la experiencia humana general en una amplia variedad de formas".

## Respuesta crítica
Edmund Burke dijo a Rey Jorge III que la obra le entretenía más que ninguna otra. Robert Anderson, en sus Obras de los poetas británicos (1795), escribió: "Con algunas excepciones veniales en cuanto a egoísmo y admiración indiscriminada, su obra exhibe el cuadro más copioso, interesante y acabado de la vida y opiniones de un hombre eminente, que jamás se haya ejecutado; y es justamente estimado como uno de los libros más instructivos y entretenidos en lengua inglesa.".
John Neal elogió el estilo de Boswell en The Portico en 1818. El ensayo se volvió a publicar en Emerson's United States Magazine en 1856.
Boswell sabía que el encanto de la biografía es una cierta ligereza caprichosa que sigue a todas las divagaciones de la conversación; que el biógrafo debe ser olvidado por completo; que el lector debe sentirse familiarizado con el hombre del que lee, sin recordar una sola palabra de lo que ha leído: - pero en la ejecución de estas justas concepciones, Boswell está continuamente sacudiéndote el codo, y rogándote que lo olvides; está incesantemente atrayendo tu atención. Al familiarizarte íntimamente con su héroe, Boswell no se contenta con decirte que Samuel Johnson "no es como los demás hombres" en cualquier ocasión, sino que te abruma con sus pruebas de que "es" como los demás hombres en ocasiones en las que todo hombre, héroe o no, "debe" actuar como su vecino. Boswell no es sólo el biógrafo de Johnson en su armario; sino que es el biógrafo de la especie humana en su retiro más secreto.
La crítica de Macaulay en la Edinburgh Review  fue muy influyente y estableció una forma de pensar sobre Boswell y su Vida de Johnson que prevalecería durante muchos años. Macaulay fue condenatorio con la edición de Croker: "Esta edición está mal compilada, mal arreglada, mal escrita y mal impresa". Y la famosa y ambivalente opinión que Macaulay tenía del propio Boswell era que la incuestionable excelencia de la Vida sólo era posible gracias a rasgos y hábitos de Boswell que Macaulay consideraba despreciables: "Servil e impertinente, superficial y pedante, fanático e imbécil, hinchado de orgullo familiar, y eternamente fanfarroneando sobre la dignidad de un caballero nato, pero rebajándose a ser un chismoso, un fisgón, un culo común en las tabernas de Londres[;] . ... así era este hombre, y así estaba contento y orgulloso de ser". Macaulay también afirmó que "Boswell es el primero de los biógrafos. No tiene segundo. Ha distanciado a todos sus competidores tan decididamente que no merece la pena situarlos". Macaulay también criticó (al igual que Lockhart) lo que consideraba una falta de discreción en la forma en que la Vida revela la vida personal de Johnson y otros, sus debilidades, hábitos y conversaciones privadas; pero sostenía que era esto lo que hacía de la Vida de Johnson una gran biografía.
Sin todas las cualidades que le convirtieron en la burla y el tormento de aquellos entre los que vivía, sin la oficiosidad, la curiosidad, el descaro, el comer sapos, la insensibilidad a toda reprimenda, nunca podría haber producido un libro tan excelente. Era un esclavo, orgulloso de su servidumbre, un Paul Pry, convencido de que su propia curiosidad y garrulidad eran virtudes, un compañero inseguro que nunca dudaba en corresponder a la hospitalidad más liberal con la más vil violación de la confianza, un hombre sin delicadeza, sin vergüenza, sin el sentido suficiente para saber cuándo hería los sentimientos de los demás o cuándo se exponía al escarnio; Y porque era todo esto, ha superado inconmensurablemente, en un importante departamento de la literatura, a escritores como Tácito, Clarendon, Alfieri y su propio ídolo Johnson.
Macaulay señaló que Boswell sólo podía dar una descripción detallada de los últimos años de Johnson: "Lo conocemos [a Johnson], no como fue conocido por los hombres de su propia generación, sino como fue conocido por los hombres cuyo padre podría haber sido" y que mucho después de que las propias obras de Johnson hubieran sido olvidadas, sería recordado a través de la Vida de Boswell:
... esa extraña figura que nos es tan familiar como las figuras de aquellos entre los que nos hemos criado, el cuerpo gigantesco, la enorme cara maciza, surcada por las cicatrices de la enfermedad, el abrigo marrón, las medias negras de estambre, la peluca gris con la parte delantera chamuscada, las manos sucias, las uñas mordidas y cortadas hasta los huesos. Vemos los ojos y la boca moviéndose con sacudidas convulsivas; vemos la pesada figura rodando; la oímos resoplar; y luego viene el "¡Por qué, señor!" y el "¿Y entonces qué, señor?" y el "¡No, señor!" y el "¡Usted no entiende la pregunta, señor!".

¡Qué destino tan singular el de este hombre extraordinario! Ser considerado en su época como un clásico, y en la nuestra como un compañero. Recibir de sus contemporáneos el pleno homenaje que los hombres de genio en general sólo han recibido de la posteridad. Ser más conocido por la posteridad de lo que otros hombres son conocidos por sus contemporáneos. Esa clase de fama que suele ser la más pasajera es, en su caso, la más duradera. La reputación de esos escritos, que él probablemente esperaba que fueran inmortales, se desvanece cada día; mientras que esas peculiaridades de la manera y esa charla descuidada cuyo recuerdo, probablemente pensó, moriría con él, es probable que sean recordadas mientras se hable el idioma inglés en cualquier parte del mundo...". .."
Thomas Carlyle escribió dos ensayos en Fraser's Magazine en 1832 como crítica de la edición de Croker. El primero de los dos ensayos de Carlyle, sobre 'Biografía', apareció en el número 27, con el segundo, 'Boswell's Life of Johnson', en el número 28. Carlyle quería algo más que datos de historias y biografías: "Lo que quiero ver no son Listas de Libros Rojos y Calendarios de la Corte, y Registros Parlamentarios, sino la VIDA DEL HOMBRE en Inglaterra: lo que los hombres hicieron, pensaron, sufrieron, disfrutaron; la forma, especialmente el espíritu, de su existencia terrestre, su ambiente exterior, su principio interior; cómo y qué era; de dónde procedía, si tendía." Carlyle profesaba encontrar esto en la Vida, incluso en sus anécdotas más simples: "Algún incidente leve, tal vez mezquino e incluso feo, si es real y está bien presentado, se fijará en una memoria susceptible y yacerá ennoblecido allí". En consecuencia, "este libro de Boswell nos dará una visión más real de la Historia de Inglaterra durante aquellos días que otros veinte libros, falsamente titulados Historias, que se atribuyen ese objetivo especial".

"¿Cómo es posible", se preguntaba Carlyle, "que en Inglaterra sólo tengamos una buena Biografía, esta Boswell's Johnson?": Carlyle compartía el veredicto desfavorable de Macaulay sobre los esfuerzos editoriales de Croker: "simplemente no hay edición de Boswell a la que esta última parezca preferible". Carlyle no compartía, sin embargo, la opinión de Macaulay sobre el carácter de Boswell. Boswell, a pesar de ser "una criatura tonta e inflada, nadando en un elemento de engreimiento"), había tenido, según Carlyle, el gran sentido común de admirar y apegarse al Dr. Johnson (un apego que tenía poco que ofrecer materialmente) y el corazón abierto y amoroso que Carlyle consideraba indispensable para conocer y expresar vívidamente
Boswell escribió un buen Libro porque tenía un corazón y un ojo para discernir la Sabiduría, y una expresión para expresarla; por su libre perspicacia, su vivo talento, sobre todo, por su Amor y su infantil Apertura de mente. Sus adulaciones furtivas, su avaricia y atrevimiento, todo lo que había de bestial y terrenal en él, son tantas manchas en su Libro, que aún nos perturban en su claridad; totalmente obstáculos, no ayudas. Hacia Johnson, sin embargo, su sentimiento no era la Sicofanía, que es lo más bajo, sino la Reverencia, que es el más alto de los sentimientos humanos. Esa obra suya de aspecto suelto y descuidado es como un cuadro pintado por uno de los propios artistas de la naturaleza; la mejor semejanza posible de una realidad; como su propia imagen en un espejo claro. Lo cual es cierto: que el espejo sea claro, este es el gran punto; la imagen debe ser y será genuina. Cómo el balbuceante Bozzy, inspirado sólo por el amor, y el reconocimiento y la visión que el amor puede prestar, personifica cada noche las palabras de la Sabiduría, los hechos y los aspectos de la Sabiduría, y así, poco a poco, inconscientemente, trabaja para nosotros toda una Johnsoniada; ¡una semejanza más libre, perfecta, iluminada por el sol y que habla del espíritu, que la que durante muchos siglos había sido dibujada por el hombre del hombre!
Críticos más recientes han sido en su mayoría positivos. Frederick Pottle llama a la Vida "el logro supremo de un artista que durante más de veinticinco años se había estado disciplinando deliberadamente para tal tarea". W. K. Wimsatt argumenta, "la respuesta correcta a Boswell es valorar al hombre a través del artista, al artista en el hombre". Leopold Damrosch afirma que la obra es de las que "no se prestan muy fácilmente a las categorías habituales con las que el crítico explica y justifica su admiración". Walter Jackson Bate subraya la singularidad de la obra cuando afirma que "no había existido nada comparable a ella. Tampoco se ha escrito nada comparable desde entonces, porque esa unión especial de talentos, oportunidades y temas nunca se ha duplicado"
Sin embargo, Leopold Damrosch ve problemas en la Vida de Boswell si se considera como una biografía convencional: "La afirmación habitual de que es la mejor biografía del mundo me parece muy engañosa. En primer lugar, tiene verdaderos defectos de organización y estructura; en segundo lugar (y más importante) deja mucho que desear como interpretación exhaustiva de una vida." Del mismo modo, aunque Donald Greene pensaba que The Journal of a Tour to the Hebrides' de Boswell era una "espléndida interpretación", consideraba que la Vida era inadecuada y que los últimos años de Johnson merecían una biografía más precisa.

## Ediciones notables
La primera edición de la obra de Boswell apareció el 16 de mayo de 1791, en dos volúmenes quarto, con una tirada de 1.750 ejemplares. Una vez agotada ésta, se publicó una segunda edición en tres volúmenes octavo en julio de 1793. Esta segunda edición se vio aumentada por "muchas adiciones valiosas", que se adjuntaron al texto de 1791; según el propio "Anuncio" de Boswell, "He ordenado que se impriman por separado en cuarto, para comodidad de los compradores de la primera edición. " La tercera edición, que apareció en 1799 tras la muerte de Boswell, fue responsabilidad de Edmond Malone, que había sido decisivo en la preparación de las ediciones anteriores. Malone insertó las adiciones en el texto, añadiendo algunas notas entre corchetes y acreditadas por él mismo y otros colaboradores, incluido el hijo de Boswell James. Esta tercera edición ha sido considerada definitiva por muchos editores. Malone sacó otras ediciones en 1804, 1807 y 1811.

En 1831, John Wilson Croker realizó una nueva edición que fue rápidamente condenada en las reseñas de Thomas Macaulay y Thomas Carlyle. La debilidad de las notas de Croker, criticada por ambos reseñadores, es reconocida por George Birkbeck Hill: "Sus observaciones y críticas merecen con demasiada frecuencia el desprecio que Macaulay vertió tan generosamente sobre ellas. Sin ser profundamente versado en libros, era superficial en sí mismo" Más objetablemente, Croker interpoló en su texto de Boswell de las biografías rivales contemporáneas de Johnson. Carlyle reseña y denuncia el procedimiento del editor de la siguiente manera:
El Sr. C. tenía cuatro libros a su disposición, de los que sacaba luz para el quinto, que era el de Boswell. Qué hizo sino que ahora, de la manera más plácida, cortó los cinco en trozos y los cosió juntos en un sextum quid, exactamente a su conveniencia; ¡dándole a Boswell el crédito del todo! ¿Por qué arte-magia, se preguntan nuestros lectores, los ha unido? Por la más sencilla de todas: por los Paréntesis. Nunca antes se había puesto de manifiesto toda la virtud del corchete. Comienzas una frase bajo la guía de Boswell, pensando que serás llevado felizmente a través de ella por el mismo: pero no; en el medio, tal vez después de tu punto y coma, y algún consecuente "para", comienza uno de estos corchetes-ligaduras, y te une de media página a veinte o treinta páginas de un Hawkins, Tyers, Murphy, Piozzi; de modo que a menudo uno debe hacer la vieja y triste reflexión, ¡Dónde estamos, lo sabemos; a dónde vamos, nadie lo sabe!
Una nueva edición por George Birkbeck Hill fue publicada en 1887 y volvió al estándar del texto de la tercera edición. La obra de Hill en seis volúmenes está copiosamente anotada, y se convirtió en estándar hasta tal punto que cuando en el siglo XX, L. F. Powell recibió el encargo de revisarla (1934-64), se mantuvo la paginación de Hill. También se conserva la edición en un solo volumen de R. W. Chapman (1953), publicada por Oxford University Press.
En 1917, Charles Grosvenor Osgood (1871-1964) publicó una edición abreviada, que está disponible a través del Proyecto Gutenberg.
En castellano, la obra fue traducida a principios del siglo XXI en dos ediciones completas, ambas publicadas en 2007: la preparada por Cándido y José Miguel Santamaría; y la preparada por Miguel Martínez-Lage, quien en 2008 recibió el Premio Nacional de Traducción por este trabajo.